# COSMIC RESCUE
『COSMIC RESCUE -The moonlight generations-』（コスミック・レスキュー ザ・ムーンライト・ジェネレーションズ）は、2003年7月11日に公開された日本映画。森田剛・三宅健・岡田准一（V6 / Coming Century）映画デビュー作、堀北真希の女優デビュー作である。

## 概要
全編宇宙の本格サイエンスフィクション映画の宣伝文句の通りVFXを駆使して近未来の宇宙を表現しているだけでなく、太陽フレアやスペースデブリなどの科学要素を盛り込んでいる。
本作品がきっかけで、Coming Centuryの3人は2003年に行われた｢第18回世界宇宙飛行士会議」の公式サポーターに認定されている。

## ストーリー
近未来、人類の宇宙進出により宇宙船事故も社会的な問題となっていた。宇宙開発関連保険は宇宙船事故の人命救助を行うコスミック・レスキュー、通称CRを結成。
西暦2053年、そのCRの中でも伝説的な活躍をしてきた南條俊をリーダーとする第89師団はデブリ回収に執着していた。しかし、メカニックを行う江口亮と南條に憧れCRに入った澤田東はそんな南條をじれったく思っていた。そんな中、澤田は座礁船からの救助信号をキャッチする。

## 出演
- 南條俊：森田剛
- 江口亮：三宅健
- 澤田東：岡田准一
- 江波香織：松本莉緒
- 橘明子：戸田菜穂
- 冴島達郎：遠藤憲一
- 望月綾：堀北真希
- 千葉京子：菅野美穂

## スタッフ
- 監督：佐藤信介
- 脚本：岡田俊平、佐藤信介
- プロデュース：廣瀬雄
- エグゼクティブプロデューサー：藤島ジュリー景子
- 音楽：都啓一
- 劇中コミック：カネコアツシ
- 技術プロデューサー：佐々木宣明
- 特撮監督：尾上克郎
- 撮影監督：藤石修(J.S.C)、笠告誠一郎
- 美術監督：清水剛
- 照明：田部谷正俊、花岡正光
- 衣裳：能澤宏明
- 助監督：杉山嘉一
- キャスティング：山口正志
- 音響効果：志田博英
- メイク：清水惇子
- スタントコーディネーター：新堀和男
- 録音：横野一志工
- 編集：松尾浩
- VFXプロデューサー：大屋哲男
- VFXスーパーバイザー：田中貴志
- VFX制作：マリンポスト
- 制作協力：アットムービー・ジャパン
- 製作・配給：ジェイ・ストーム

## テーマソング
- 主題歌：V6「COSMIC RESCUE」
- 挿入歌：Coming Century「Come With Me」

## サウンドトラック
アルバム名は『COSMIC RESCUEオリジナル サウンドトラック』で2003年7月9日にエイベックス・マーケティングから発売された。ボーナストラックに「COSMIC RESCUE-Coming Century Vo Ver.-」「Come With Me -ムービーVer.-」が収録された

### 収録内容
1. COSMIC RESCUE -Coming Century Vo Ver.-
2. やわらかな光 -Edit-
3. Hurry Up
4. Three men’s
5. 太陽フレア
6. 政府広報のテーマ
7. ズワイガニのパスタ
8. 闇
9. once
10. Run through
11. the right of case
12. Hero
13. Emergency
14. 別れのテーマ
15. やわらかな光
16. Come With Me -ムービーVer.-